# Otto Steinhardt
Otto Steinhardt (* 25. Februar 1909 in Oberhausen; † 18. Juli 2000 in Karlsruhe) war ein deutscher Bauingenieur und Professor für Stahlbau an der Universität Karlsruhe.

## Leben
Otto Steinhardt wuchs in Oberhausen im Rheinland auf, wo er das Realgymnasium besuchte. Nach dem Abitur und einer anschließenden Praktikantentätigkeit als Schlosser und Schmied studierte er Bauingenieurwesen an der TH Darmstadt. Nach dem Diplom war er für kurze Zeit wissenschaftlicher Mitarbeiter von Heinrich Kayser am dortigen Lehrstuhl für Stahl- und Massivbau. Nach kurzer Unterbrechung durch eine Tätigkeit in der Industrie kehrte er an den Lehrstuhl zurück und promovierte dort zum Dr.-Ing. Seine wichtigsten Vorbilder waren Heinrich Kayser, Friedrich Engesser, Fritz Stüssi und Stepan Tymoschenko (Steven Timoshenko). Nach anschließender zwölfjähriger Tätigkeit in der Stettiner Stahlbaufirma Gollnow und Sohn arbeitete er mit so bedeutenden Ingenieuren wie Feige, Beer und Argyris zusammen. Nach Kriegsende wurde die Firma Gollnow nach Karlsruhe verlagert, dort begann dann Steinhardt seine Lehrbeauftragten-Tätigkeit an der Fakultät für Bauwesen der Technischen Hochschule Karlsruhe. 1949 erfolgte die Berufung zum ordentlichen Professor für Brückenbau und Baustatik als Nachfolger von Ernst Gaber auf dem durch Friedrich Engesser bekannten Lehrstuhl der TH Karlsruhe. Die gegenseitige Beeinflussung von Grundlagenforschung, Lehre und Praxis kennzeichnen seine Arbeiten und Veröffentlichungen. 1965 wurde er von der ETH Zürich und 1994 von der TU Bukarest zum Ehrendoktor ernannt. Sein Nachfolger wurde 1978 Rolf Baehre. Ein wichtiger Wegbegleiter war Friedrich Mang, der als Professor an der Versuchsanstalt für Stahl, Holz und Steine den Behälterbau, Großrohrbau und die Werkstoffe und Schweißtechnik schwerpunktmäßig abdeckte.
Großen Wert legte Steinhardt auf die Pflege der Tradition der Karlsruher Schule des konstruktiven Ingenieurbaus und die Wahrung des Andenkens von deren Begründer Friedrich Engesser.
Er war Gutachter beim Einsturz der Südbrücke (Koblenz) von 1971.